# Slag bij Kinston
De Slag bij Kinston vond plaats op 14 december 1862 in Lenoir County, North Carolina tijdens de Amerikaanse Burgeroorlog.
In december verliet een Noordelijke strijdmacht onder leiding van brigadegeneraal John G. Foster New Bern in North Carolina. Hun opdracht was het verstoren van het treinverkeer op de Wilmington and Weldon Spoorweg in Goldsboro, North Carolina.
De opmars werd opgehouden door de Zuidelijken onder leiding van brigadegeneraal Nathan Evans bij Kinston Bridge op 14 december. De Zuidelijken trokken zich na een korte strijd terug naar Goldsborough. Foster zette de volgende dag zijn opmars verder via de River Road ten zuiden van de Neuse-rivier.

## Bron
- National Park Service - Kinston